# Lansdale Ghiselin Sasscer
Lansdale Ghiselin Sasscer (ur. 30 września 1893, zm. 5 listopada 1964) – amerykański polityk związany z Partią Demokratyczną. W latach 1939–1953 był przedstawicielem piątego okręgu wyborczego w stanie Maryland w Izbie Reprezentantów Stanów Zjednoczonych.